# Opisthorchis
Opisthorchis ist eine Gattung der digenen Saugwürmer. Sie sind Parasiten der Leber und der Gallengänge bei Säugetieren (einschließlich Mensch) und Vögeln und gehören damit zu den „Leberegeln“. Wie bei anderen Opisthorchiidae sind Schnecken der erste Zwischenwirt, Fische der zweite. Typspezies ist der Katzenleberegel.
Es handelt sich um lanzettförmige, zylindrische oder birnenförmige Egel. Die Haut trägt, mit Ausnahme von Opisthorchis noverca, keine Dornen. Der Mundsaugnapf liegt subterminal, der Bauchsaugnapf vor dem Äquator. Ein Präpharynx fehlt, der Pharynx ist oval. Der Ösophagus ist kurz, die Darmgabelung liegt nahe des Vorderendes. Die gelappten oder baumartigen Hoden liegen schräg zueinander oder hintereinander im hinteren Körperdrittel. Die Ovarien sind einfach oder gelappt, das Receptaculum seminis liegt seitlich dahinter. Der Laurer-Kanal ist vorhanden. Der Uterus liegt fast vollständig zwischen den beiden Blinddärmen, zwischen Eierstock und Bauchsaugnapf. Der Dotterstock (Vitellarium) bildet zwei bandartige Strukturen hinter Eierstock und Samenbläschen. Das Ausführungsbläschen hat ein s-förmigen Stamm nahe der Hoden und teilt sich zwischen Hoden und Receptaculum seminis in zwei Gänge, die Exkretionspore liegt terminal.

## Arten
Die Gattung enthält folgende Arten:
- Opisthorchis chabaudi Bourgat & Kulo, 1977
- Katzenleberegel (Opisthorchis felineus) Rivolta, 1884
- Opisthorchis geminus (Looss, 1896) Looss, 1899
- Opisthorchis noverca (Braun, 1903)
- Opisthorchis parasiluri Long & Lee, 1958
- Opisthorchis tenuicollis (Rudolphi, 1819) Stiles & Hassall, 1896
- Opisthorchis viverrini Poirier, 1886

Opisthorchis gomtii (Mehra, 1941) und Opisthorchis lancea (Diesing, 1850) sind nicht akzeptierte Spezies.
Synonyme des Gattungsnamens sind Hepatiarius (Feizullaev, 1961), Neometorchis (Bilqees, Shabbir & Parveen, 2003) und Notaulus (Skrjabin, 1913).